# 미스테리어스 스킨
《미스테리어스 스킨》(영어: Mysterious Skin)은 2004년 공개된 성장 드라마 영화이다. 그레그 아라키가 각본, 제작, 연출은 맡고, 조지프 고든레빗, 브레이디 코베이, 미셸 트랙턴버그 등이 출연하였다.

## 줄거리
어릴 적 기억의 일부를 잃은 브라이언(브레이디 코베이 분)은 기억을 되찾기 위해 계속 노력하지만 기억은 좀처럼 떠오르지 않는다. 갈수록 선명해지는 의문의 잔상들로 괴로워하던 브라이언은 자신이 외계인에게 납치를 당한 적이 있다고 믿기 시작한다. 브라이언은 같은 리틀 리그 베이스볼팀 멤버였던 닐(조지프 고든레빗 분)도 그날 그곳에 있었다는 걸 기억해 내고 그와 함께 기억을 찾아 나선다.

## 출연진
- 조지프 고든레빗 - 닐 매코믹 역
  - 체이스 엘리슨 - 8살 닐 역
- 브레이디 코베이 - 브라이언 래키 역
  - 조지 웹스터 - 8살 브라이언 역
- 미셸 트랙턴버그 - 웬디 피터슨 역
- 제프리 리콘 - 에릭 프레스턴 역
- 메리 린 라이스커브 - 애벌린 프리전 역
- 엘리자베스 슈 - 엘런 매코믹 역
- 빌 세이지 - 코치 역
- 크리스 멀키 - 래키 씨 역
- 리사 롱 - 래키 부인 역
- 리처드 릴리 - 찰리 역
- 켈리 크루거 - 데버라 역
- 빌리 드라고 - 지크 역

## 시청 등급
- 대한민국: 청소년관람불가